# Ivan Pilip
Pour les articles homonymes, voir Pilip.
Ivan Pilip, né le 4 août 1963 à Prague, est un économiste et homme politique tchèque.